# Gilles De Haes
Gilles De Haes (Gand, 22 aprile 1597 – Zara, 1657) è stato un militare fiammingo della Guerra degli ottant'anni, della Guerra dei trent'anni e della Guerra di Candia (1645–69), che salì di grado fino a diventare generale.

## Biografia
De Haes nacque a Gand il 22 aprile 1597 e in gioventù lavorò come garzone di fornaio in città. All'età di 26 anni si arruolò nell'Armata delle Fiandre, prestando servizio nella campagna del Palatinato e nella Guerra di successione di Mantova e del Monferrato.
Nel 1632 era in servizio austriaco in Boemia, al comando di un reggimento di fanteria. De Haes combatté nella battaglia di Lützen (1632), nell'assedio di Ingolstadt e nella battaglia di Nördlingen (1634). Nel 1635 fu nominato generale dell'esercito del Tirolo, occupando la Valtellina nel 1637. Fu ferito nella battaglia di Ziegenhain (1640) e trascorse sei mesi in convalescenza.
Nel periodo precedente la guerra di Creta (1645–69) De Haes entrò al servizio veneziano. Fece una campagna con successo sull'isola di Zante nel 1646-1647. Nel 1649 fu nominato governatore della Dalmazia. La sua vittoria finale fu a Sebenico nel 1650. Si ritirò a Zara, dove morì nel 1657.